# Antar Djemaouni
Antar Djemaouni (tiếng Ả Rập: عنتر جماوني; sinh ngày 29 tháng 8 năm 1987) là một cầu thủ bóng đá người Algérie. Anh hiện tại thi đấu cho USM Blida ở Giải bóng đá hạng nhất quốc gia Algérie.

## Sự nghiệp câu lạc bộ
Djemaouni bắt đầu sự nghiệp ở hệ thống trẻ của CRB Ferdjioua. Vào mùa hè năm 2009, anh gia nhập USM Blida 2 ngày trước khi kết thúc giai đoạn chuyển nhượng. Ngày 11 tháng 9 năm 2009, chi mới trong trận đấu thứ 4 cho câu lạc bộ, Djemaouni ghi bàn thắng chuyên nghiệp đầu tiên trước JSM Béjaïa. Anh tiếp tục ghi thêm hai bàn nữa trong trận đấu đó để hoàn tất cú hat-trick đầu tiên.